# Papyrus 20
Papyrus 20 (volgens de nummering van Gregory-Aland), of {\displaystyle {\mathfrak {P}}}20, ook wel Papyrus Oxyrhynchus 1171 (P. Oxy. 1171), is een oude kopie van het Griekse Nieuwe Testament. Het is een op papyrus geschreven handschrift van de Brief van Jacobus, waarvan alleen Jacobus 2:19 - 3:9 bewaard gebleven is. Het manuscript wordt op grond van schrifttype vroeg in de derde eeuw gedateerd.

## Beschrijving
Het fragment 11,5 x 4,5 cm; oorspronkelijk waren de bladen 17 bij 12 cm. De tekst is geschreven met rechtop staande, semicursieve letters. De verkorting van de belangrijkste heilige namen wordt toegepast, maar πατηρ/pater/vader en ανθρωπος/anthropos/mens worden voluit geschreven.

## Tekst
De Griekse tekst van deze codex is een vertegenwoordiger van de (proto)Alexandrijnse tekst. Aland plaatst het in categorie I van zijn Categorieën van manuscripten van het Nieuwe Testament. Het handschrift is verwant aan de Codex Sinaiticus en de Codex Vaticanus. maar niet met Codex Ephraemi Rescriptus, Codex L en andere late getuigen van de Alexandrijnse tekst. Het handschrift is gevonden in Oxyrhynchus, Egypte.
Philip Comfort veronderstelde dat Papyrus 20 door dezelfde schrijver is geschreven als Papyrus 27, omdat de Griekse letters α, β, δ, ε, λ, ι, μ, ν, ο, π, ρ, σ, ψ, υ, φ, ω identiek zijn in beide handschriften.
Het handschrift wordt bewaard in de Princeton University Library (AM 4117) in Princeton (New Jersey).